# 赵旭 (作家)
赵旭（1954年—），甘肃积石山人，曾用笔名天亮、火日丹。

## 生平
1954年，赵旭出生。1969年，赵旭到甘肃省积石山县插队。1979年，赵旭到兰州二十九中学任教师。1980年开始发表作品。1985年赵旭毕业于兰州大学数学系。1987年，赵旭调入兰州电校任高级讲师、中文学科带头人。后曾担任西北师范大学知行学院副教授、兰州市作协副主席。2002年，成为兰州大学中国现当代文学专业研究生。2005年，赵旭加入中国作家协会。

## 作品
赵旭著有长篇小说《风雪夹边沟》、《大饥饿》、《凤凰山祭》、《血恋》，中篇小说《天劫》、《骚狐滩的筏客子》，短篇小说《西口古道》、《倒挂天》等。